# Discografia di Lizzo
La discografia di Lizzo, cantautrice e rapper statunitense, comprende quattro album in studio, un EP, tre mixtape, oltre venti singoli e altrettanti video musicali.

## Album in studio
| Anno                                                                                          | Titolo | Classifiche | Classifiche | Classifiche | Classifiche | Classifiche | Classifiche | Classifiche | Classifiche | Classifiche | Classifiche | Certificazioni                                             |
| Anno                                                                                          | Titolo | USA         | AUS         | BEL (FL)    | BEL (WA)    | CAN         | IRE         | NLD         | NZL         | SWI         | UK          | Certificazioni                                             |
| --------------------------------------------------------------------------------------------- | --- | ----------- | ----------- | ----------- | ----------- | ----------- | ----------- | ----------- | ----------- | ----------- | ----------- | ---------------------------------------------------------- |
| 2013                                                                                          | Lizzobangers - Pubblicato: 15 ottobre 2013 - Etichetta: Totally Gross, Virgin - Formati: CD, LP download digitale, streaming | —           | —           | —           | —           | —           | —           | —           | —           | —           | —           |                                                            |
| 2015                                                                                          | Big Grrrl Small World - Pubblicato: 11 dicembre 2015 - Etichetta: BGSW - Formati: CD, LP, download digitale, streaming       | —           | —           | —           | —           | —           | —           | —           | —           | —           | —           |                                                            |
| 2019                                                                                          | Cuz I Love You - Pubblicato: 19 aprile 2019 - Etichetta: Nice Life, Atlantic - Formati: CD, LP, download digitale, streaming | 4           | 30          | 79          | 164         | 7           | 44          | 68          | 31          | 75          | 40          | - USA: Platino - CAN: Platino (2) - NZL: Platino - UK: Oro |
| 2022                                                                                          | Special - Pubblicato: 15 luglio 2022 - Etichetta: Nice Life, Atlantic - Formati: CD, LP, MC, download digitale, streaming    | 2           | 2           | 42          | 43          | 3           | 11          | 13          | 3           | 14          | 6           | - CAN: Platino - NZL: Platino                              |
| "—" indica che l'opera non si è classificata o che non è stata pubblicata in quel territorio. | |             |             |             |             |             |             |             |             |             |             |                                                            |

## Extended play
| Anno | Titolo e dettagli | Classifiche | Classifiche | Certificazioni |
| Anno | Titolo e dettagli | USA         | CAN         | Certificazioni |
| ---- | --- | ----------- | ----------- | -------------- |
| 2016 | Coconut Oil - Pubblicato: 7 ottobre 2016 - Etichetta: Nice Life, Atlantic - Formati: CD, download digitale, streaming | 55          | 50          | - NZL: Oro     |

## Mixtape
| Anno | Titolo |
| ---- | --- |
| 2014 | Due Process & Product (con Johnny Lewis) - Pubblicato: 2012 - Etichetta: autopubblicato - Formato: Streaming                     |
| 2016 | We Are the Chalice (con Sophia Eris e Claire de Lune) - Pubblicato: 2012 - Etichetta: autopubblicato - Formato: Streaming        |
| 2025 | My Face Hurts from Smiling - Pubblicato: 27 giugno 2025 - Etichetta: Nice Life, Atlantic - Formato: Download digitale, streaming |

## Singoli

### Come artista principale
| Anno                                                                                          | Titolo                                    | Classifiche | Classifiche | Classifiche | Classifiche | Classifiche | Classifiche | Classifiche | Classifiche | Classifiche | Classifiche | Certificazioni                                                                                           | Album di provenienza                   |
| Anno                                                                                          | Titolo                                    | USA         | AUS         | BEL (FL)    | BEL (WA)    | CAN         | IRE         | NLD         | NZL         | SWI         | UK          | Certificazioni                                                                                           | Album di provenienza                   |
| --------------------------------------------------------------------------------------------- | ----------------------------------------- | ----------- | ----------- | ----------- | ----------- | ----------- | ----------- | ----------- | ----------- | ----------- | ----------- | --- | -------------------------------------- |
| 2013                                                                                          | Batches and Cookies (feat. Sophia Eris)   | —           | —           | —           | —           | —           | —           | —           | —           | —           | —           | | Lizzobangers                           |
| 2013                                                                                          | Wegula (come Grrrl Prty)                  | —           | —           | —           | —           | —           | —           | —           | —           | —           | —           | | /                                      |
| 2013                                                                                          | Night Watch (come Grrrl Prty)             | —           | —           | —           | —           | —           | —           | —           | —           | —           | —           | | /                                      |
| 2014                                                                                          | Let 'Em Say (con Caroline Smith)          | —           | —           | —           | —           | —           | —           | —           | —           | —           | —           | | Broad City: Original Series Soundtrack |
| 2014                                                                                          | Paris                                     | —           | —           | —           | —           | —           | —           | —           | —           | —           | —           | | Lizzobangers                           |
| 2014                                                                                          | Faded                                     | —           | —           | —           | —           | —           | —           | —           | —           | —           | —           | | Lizzobangers                           |
| 2015                                                                                          | Humanize                                  | —           | —           | —           | —           | —           | —           | —           | —           | —           | —           | | Big Grrrl Small World                  |
| 2015                                                                                          | Ain't I                                   | —           | —           | —           | —           | —           | —           | —           | —           | —           | —           | | Big Grrrl Small World                  |
| 2015                                                                                          | My Skin                                   | —           | —           | —           | —           | —           | —           | —           | —           | —           | —           | | Big Grrrl Small World                  |
| 2015                                                                                          | Never Felt like Christmas                 | —           | —           | —           | —           | —           | —           | —           | —           | —           | —           | | /                                      |
| 2016                                                                                          | Basement Queens (con Sad13)               | —           | —           | —           | —           | —           | —           | —           | —           | —           | —           | | /                                      |
| 2016                                                                                          | Good as Hell (solo o feat. Ariana Grande) | 3           | 6           | 7           | 10          | 10          | 18          | 50          | 10          | 39          | 7           | - USA: Platino (5) - AUS: Platino (3) - BEL: Oro - CAN: Platino (8) - NZL: Platino (4) - UK: Platino (2) | Coconut Oil                            |
| 2016                                                                                          | Phone                                     | —           | —           | —           | —           | —           | —           | —           | —           | —           | —           | | Coconut Oil                            |
| 2017                                                                                          | Water Me                                  | —           | —           | —           | —           | —           | —           | —           | —           | —           | —           | | Cuz I Love You                         |
| 2017                                                                                          | Truth Hurts                               | 1           | 15          | 50          | 61          | 7           | 15          | 78          | 5           | 98          | 29          | - USA: Platino (7) - AUS: Platino (3) - CAN: Platino (9) - NLD: Oro - NZL: Platino (4) - UK: Platino     | Cuz I Love You                         |
| 2018                                                                                          | Fitness                                   | —           | —           | —           | —           | —           | —           | —           | —           | —           | —           | | /                                      |
| 2018                                                                                          | Boys                                      | 119         | —           | —           | 37          | 89          | 89          | —           | —           | —           | —           | - USA: Platino - AUS: Oro - CAN: Platino (2) - NZL: Oro - UK: Argento                                    | Cuz I Love You                         |
| 2019                                                                                          | Juice                                     | 82          | 100         | 55          | 64          | 86          | 51          | —           | —           | —           | 38          | - USA: Platino (2) - CAN: Platino (3) - NZL: Platino - UK: Platino                                       | Cuz I Love You                         |
| 2019                                                                                          | Tempo (feat. Missy Elliott)               | 108         | —           | —           | 88          | —           | —           | —           | —           | —           | —           | - USA: Platino - CAN: Oro - NZL: Oro                                                                     | Cuz I Love You                         |
| 2020                                                                                          | Cuz I Love You                            | 114         | —           | 77          | —           | —           | —           | —           | —           | —           | —           | - USA: Oro - CAN: Oro                                                                                    | Cuz I Love You                         |
| 2021                                                                                          | Rumors (feat. Cardi B)                    | 4           | 17          | 41          | —           | 12          | 16          | —           | 23          | 85          | 20          | - USA: Platino - CAN: Platino - NZL: Oro - UK: Argento                                                   | /                                      |
| 2022                                                                                          | About Damn Time                           | 1           | 3           | 2           | 3           | 2           | 2           | 17          | 3           | 13          | 3           | - USA: Platino (2) - AUS: Platino - CAN: Platino (6) - NZL: Platino (3) - UK: Platino (2)                | Special                                |
| 2022                                                                                          | 2 Be Loved (Am I Ready)                   | 55          | 11          | 23          | 14          | 25          | 14          | —           | 27          | —           | 16          | - CAN: Platino (2) - NZL: Platino - UK: Platino                                                          | Special                                |
| 2023                                                                                          | Special (solo o con SZA)                  | 52          | —           | —           | —           | 76          | 67          | —           | —           | —           | 66          | | Special                                |
| 2025                                                                                          | Love in Real Life                         | —           | —           | —           | —           | —           | —           | —           | —           | —           | —           | | /                                      |
| 2025                                                                                          | Still Bad                                 | —           | —           | —           | 46          | 100         | —           | —           | —           | —           | —           | | /                                      |
| "—" indica che l'opera non si è classificata o che non è stata pubblicata in quel territorio. |                                           |             |             |             |             |             |             |             |             |             |             | |                                        |

### Come artista ospite
| Anno                                                                                          | Titolo                                                   | Classifiche | Classifiche | Classifiche | Album di provenienza |
| Anno                                                                                          | Titolo                                                   | BEL (WA)    | IRE         | UK          | Album di provenienza |
| --------------------------------------------------------------------------------------------- | -------------------------------------------------------- | ----------- | ----------- | ----------- | -------------------- |
| 2015                                                                                          | Iko (N.A.S.A. feat. Lizzo)                               | —           | —           | —           | /                    |
| 2015                                                                                          | Hands Up Don't Shoot! (N.A.S.A. feat. Sean Paul e Lizzo) | —           | —           | —           | /                    |
| 2019                                                                                          | Blame It on Your Love (Charli XCX feat. Lizzo)           | 77          | 67          | 70          | Charli               |
| "—" indica che l'opera non si è classificata o che non è stata pubblicata in quel territorio. |                                                          |             |             |             |                      |

### Singoli promozionali
| Anno | Titolo        | Album di provenienza |
| ---- | ------------- | -------------------- |
| 2019 | Stayin' Alive | Happy Death Day 2U   |
| 2022 | Grrrls        | Special              |

## Altri brani entrati in classifica
| Anno                                                                                          | Titolo               | Classifiche | Classifiche | Classifiche | Classifiche | Album di provenienza |
| Anno                                                                                          | Titolo               | USA         | CAN         | IRE         | UK          | Album di provenienza |
| --------------------------------------------------------------------------------------------- | -------------------- | ----------- | ----------- | ----------- | ----------- | -------------------- |
| 2022                                                                                          | Someday at Christmas | 59          | —           | —           | 8           | /                    |
| 2023                                                                                          | Pink                 | 106         | 89          | 36          | 27          | Barbie: The Album    |
| "—" indica che l'opera non si è classificata o che non è stata pubblicata in quel territorio. |                      |             |             |             |             |                      |